# Emanuel Romero
Emanuel Maximiliano Romero Mendoza (Buenos Aires, Argentina; 23 de marzo de 1992) es un futbolista argentino. Juega como mediocampista central y su primer equipo fue Colegiales de Concordia. Actualmente milita en El Linqueño del Torneo Federal A.

## Trayectoria

### Colegiales de Concordia
Romero debutó en Colegiales de Concordia, equipo que en 2010 jugó en el Torneo Argentino B. Su debut en las redes fue con un doblete el 9 de octubre de 2011, en el empate a 2 frente a Atlético Paraná.

### Adelante
Tras su paso por el club entrerriano, Romero llegó en 2013 a Adelante del Torneo del Interior 2013. En su primera temporada con el Rojo ascendió al Torneo Argentino B. En la cuarta categoría convirtió su primer gol: el 9 de febrero de 2014 frente a Sanjustino, partido que finalizó 2-2.

### El Linqueño
A mediados de 2014 se convirtió en jugador de El Linqueño. Jugó varios partidos en el club, y convirtió su único gol el 18 de septiembre de 2015, en el empate a 2 frente a Agropecuario.

### Regreso a Adelante
Volvió al club de Santa Fe en 2015. En su segunda etapa no tuvo la posibilidad de convertir goles.

### Sportivo Rivadavia
A principios de 2016, Romero se convirtió en refuerzo de Sportivo Rivadavia, del Torneo Federal B. En la V no tuvo mucha participación, ya que jugó 3 partidos.

### Unión de Sunchales
A pesar de tener unos 6 meses sin continuidad en el Torneo Federal B, Unión de Sunchales, del Torneo Federal A se hizo con sus servicios. Debutó el 4 de septiembre de 2016, siendo titular en la derrota por 2-1 frente a Libertad de Sunchales. En el Bicho Verde jugó la mayor parte del torneo de titular, siendo en total 27 partidos jugados.

### Central Córdoba de Santiago del Estero
Tras un buen paso por el club santafesino, Romero se transformó en nuevo jugador de Central Córdoba de Santiago del Estero en 2017. Debutó el 17 de septiembre, ingresando a los 20 minutos del segundo tiempo por Israel Coll, en la victoria por 2-1 sobre Douglas Haig. Su único gol en la temporada fue ante Defensores de Pronunciamiento, partido que terminó 2-2. Con el club santiagueño obtuvo el segundo ascenso en su carrera, esta vez como campeones de la categoría.
En su primera incursión en la Primera B Nacional no tuvo mucha participación, ya que jugó 6 partidos y convirtió 1 gol (frente a Ferro Carril Oeste) por una lesión que lo dejó fuera de las canchas por varios meses. Aun así, fue partícipe del ascenso a la Superliga.
Con la llegada de la pandemia y la suspensión del fútbol, el jugador finalizó su vínculo con el Ferroviario el 30 de junio del 2020 y dejó el club sin haber podido sumar minutos en la máxima categoría.

## Clubes
| Club                    | País      | Año       |
| ----------------------- | --------- | --------- |
| Colegiales de Concordia | Argentina | 2010-2012 |
| Adelante Reconquista    | Argentina | 2013-2014 |
| El Linqueño             | Argentina | 2014-2015 |
| Adelante Reconquista    | Argentina | 2015      |
| Sportivo Rivadavia (VT) | Argentina | 2016      |
| Unión de Sunchales      | Argentina | 2016-2017 |
| Central Córdoba (SdE)   | Argentina | 2017-2020 |
| Sacachispas             | Argentina | 2020-2021 |
| Atlético Paraná         | Argentina | 2021-Act. |

## Palmarés

### Campeonatos nacionales
| Título           | Club                  | País      | Año  |
| ---------------- | --------------------- | --------- | ---- |
| Torneo Federal A | Central Córdoba (SdE) | Argentina | 2018 |

### Otros logros
| Título                     | Club                  | País      | Año  |
| -------------------------- | --------------------- | --------- | ---- |
| Ascenso al Argentino B     | Adelante Reconquista  | Argentina | 2013 |
| Ascenso a Primera División | Central Córdoba (SdE) | Argentina | 2019 |
| Ascenso al Federal A       | Atlético Paraná       | Argentina | 2022 |